# Charles Jarrott
Charles Jarrott (Londen, 16 juni 1927 - Woodland Hills, 4 maart 2011)  was een Engels filmregisseur. Hij spelde zijn naam ook wel met een enkele 't' aan het eind.
In 1970 won hij met de film Anne of the Thousand Days de Golden Globe Award. Behalve in de jaren 70, zijn veel van zijn films voor tv geregisseerd.

## Filmografie
Als regisseur:
- Tea Party (1965)
- The Snowball (1965)
- The Strange Case of Dr. Jekyll and Mr. Hyde (1968)
- A Case of Libel (1968)
- If There Weren't Any Blacks You'd Have to Invent Them (1968)
- Male of the Species (1969)
- Anne of the Thousand Days (1969)
- Mary, Queen of Scots (1971)
- Lost Horizon (1973)
- The Dove (1974)
- Escape from the Dark (1976)
- The Other Side of Midnight (1977)
- The Last Flight of Noah's Ark (1980)
- Condorman (1981)
- The Amateur (1981)
- A Married Man (1983)
- Ike (1986)
- The Boy in Blue (1986)
- I Would Be Called John: Pope John XXIII (1987)
- Barbara Hutton, destin d'une milliardaire ( Poor Little Rich Girl: The Barbara Hutton Story ) (1987)
- The Woman He Loved (1988)
- Till We Meet Again (1989)
- Night of the Fox (1990)
- Lucy & Desi: Before the Laughter (1991)
- Changes (1991)
- Yes Virginia, There Is a Santa Claus (1991)
- Lady Boss (1992)
- A Stranger in the Mirror (1993)
- Treacherous Beauties (1994)
- A Promise Kept: The Oksana Baiul Story (1994)
- At the Midnight Hour (1995)
- The Secret Life of Algernon (1997)
- The Christmas List (1997)
- Turn of Faith (2001)

Als tekstschrijver
- Morning Glory (1993)
- The Secret Life of Algernon (1997)

- Biblioteca Nacional de España: XX1150273
- Bibliothèque nationale de France: cb140012564 (data)
- Gemeinsame Normdatei: 140764062
- International Standard Name Identifier: 0000 0000 7823 7746
- Library of Congress Control Number: no95004114
- Nationale Bibliotheek van Tsjechië: pna2008456662
- Nationale Bibliotheek van Israël: 987012093073205171
- Nederlandse Thesaurus van Auteursnamen: 071809716
- SNAC: w62w70sc
- Système universitaire de documentation: 125241445
- Virtual International Authority File: 71588882
- WorldCat: E39PBJht8wxPbMJjF4xpRtgR8C